# ヤコブ・ファン・デル・ドゥース
ヤコブ・ファン・デル・ドゥース（Jacob van der Does、1623年3月4日（洗礼日）- 1673年11月17日)は、オランダの画家、版画の下絵画家である。おもに家畜や人物のいる風景画を描いた。名前は Jacob VerdoesやJacob Simonsz. van der Doesともされ、ローマ滞在時の仇名、Tamboerでも知られている。

## 略歴
アムステルダムで、保険関係の役所の長官の息子に生まれた。裕福な家に育ち、十分な教育を受けたが 、画家を目指して、アムステルダムの画家クラース・コルネリスゾーン・ムーヤールト(Claes Cornelisz. Moeyaert:1592-1655)のもとで修行した。21歳の時にフランスに修行にでて、その後ローマに旅し、ローマには5年間滞在し、「ベントフューヘルス」（Bentvueghels）と称したローマで活動するオランダやフランドル出身の画家達のグループで活動した。18世紀の初めにオランダの画家たちの伝記「De levens-beschryvingen der Nederlandsche konst-schilders en konst-schilderessen」を著わしたヤコブ・カンポ・ワイエルマン(Jacob Campo Weyerman: 1677-1747)によれば、旅で資金を使って余裕のなかったファン・デル・ドゥースは入会の宴会をする資金がないという理由で入会を拒んでいたが、仲間たちに説得されたと伝えられている。そこでは互いを仇名で呼び合って、ファン・デル・ドゥースは小柄であったことから、軍隊で小柄な兵士が軍で鼓手を務める習慣があったことから「Tamboer (鼓手)」の仇名が付けられた。
1650年にオランダに戻り、デンハーグに住んだ。デン・ハーグで画家でもあったマルガレータ・ボールテンス(Margaretha Boortens)と結婚した。妻の姉妹には有名な画家のアドリアン・ファン・ニウラントの息子と結婚したマリア・ボールテンス(Maria Boortens: 1626/1627-1678)がいる。デン・ハーグの画家の組合「Confrérie Pictura(絵の兄弟信心会)」の創立会員の一人となった。
1661年に最初の妻が亡くなると、しばらく殆ど絵を描かなくなったとされる。1662年に再婚したが2度目の妻も数年後に亡くなった。家族の仲介で、スローテン(Sloten)や、スローテルダイク(Sloterdijk)、フートライク(Houtrijk)、ポラネン(Polanen)で役人として働いた。
画家としての弟子には、息子のシモン・ファン・デル・ドゥース(Simon van der Does: 1653-1717)とヤコブ・ファン・デル・ドゥース2世(Jacob van der Does II: 1654-1699)やTheodorus Bernoille、Marcus de Bye らがいた。
アムステルダムか現在の北ホラント州のスローテン(Sloten)で亡くなった。
家畜や人物のいる風景画などを描いた。

## 作品

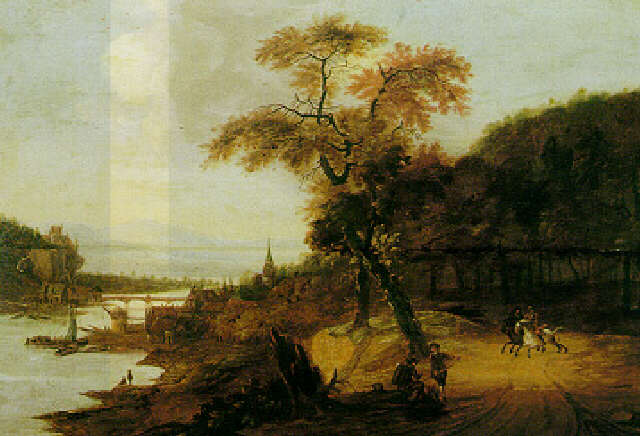
乗馬している人物のいる川辺の風景
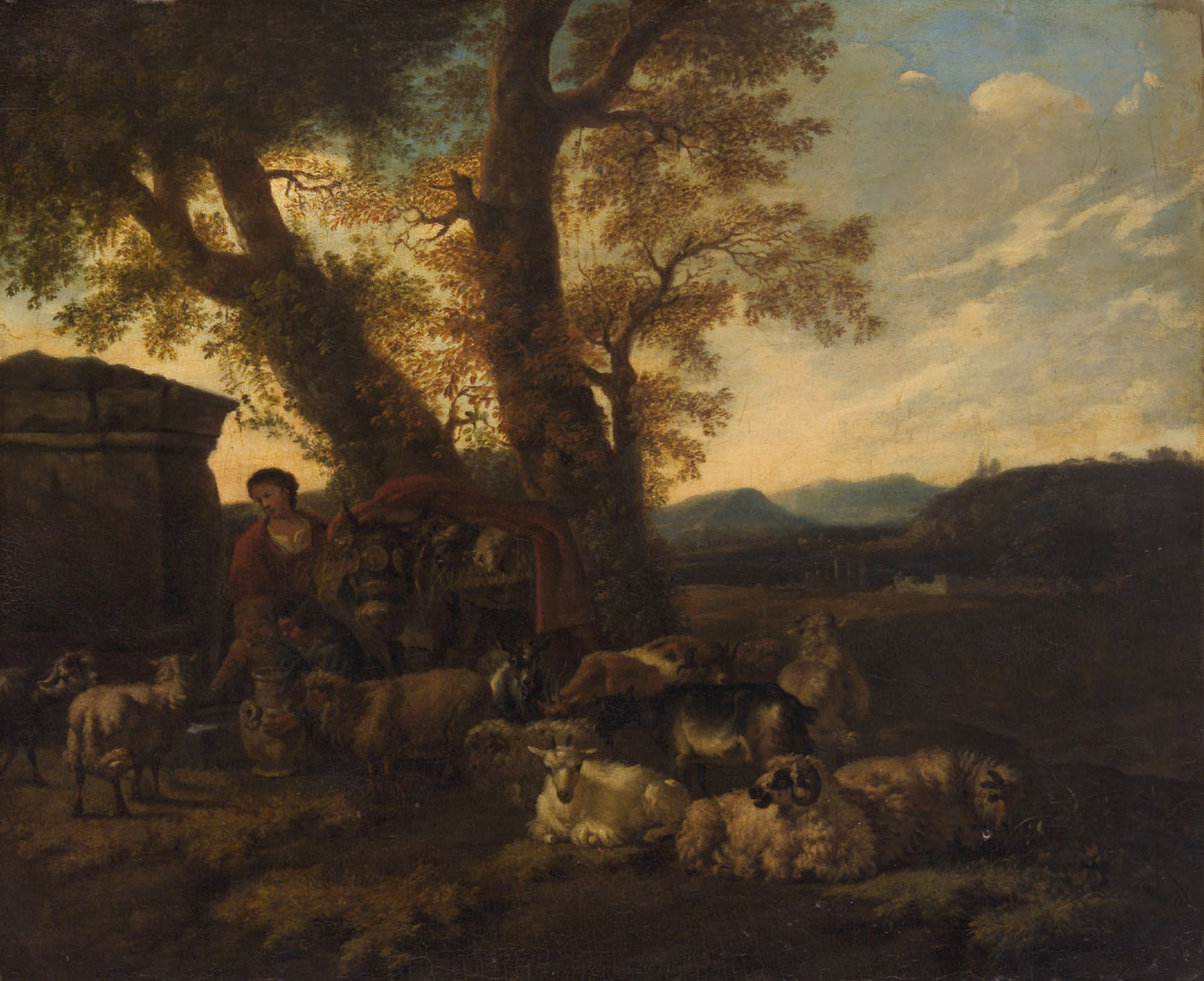
カンパーニャの風景(1662) 美術史美術館
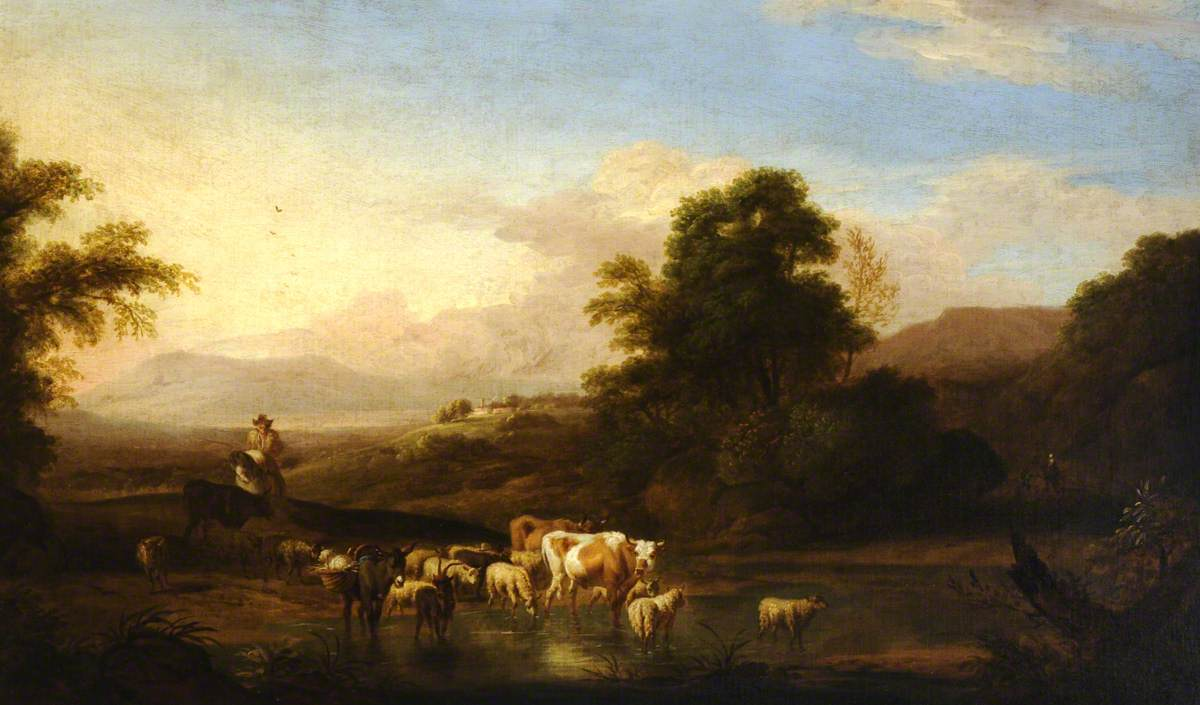
水辺の牛と羊